# Brachypeza dentica
Brachypeza dentica är en tvåvingeart som först beskrevs av Louise Guthrie 1917.  Brachypeza dentica ingår i släktet Brachypeza och familjen svampmyggor. Inga underarter finns listade i Catalogue of Life.